# Cladosporium milii
Cladosporium milii är en svampart som beskrevs av Syd. 1914. Cladosporium milii ingår i släktet Cladosporium och familjen Davidiellaceae.   Inga underarter finns listade i Catalogue of Life.